# Тибурж Оранская
Тибурж Оранская (Thiburge ou Tiburge d’Orange) (1095/1096 — 1146/1150) — графиня Оранжа.
Дочь Рембо II Оранского. Родилась в 1095 или 1096 году, незадолго до отъезда отца в Палестину в составе участников Первого крестового похода.
Вернувшись из Святой земли, Рембо II Оранский поселился в Ницце. Когда его дочь вышла замуж за Жеро Адемара (не позднее 1115), он передал ей графство Оранж.
Овдовев, Тибурж Оранская вторым браком вышла замуж за Гилема д’Омела (ум. не ранее 1155), сеньора Монпелье.
Завещание Тибурж Оранской написано между 1146 и 1150 годом. Вероятно, вскоре после его составления она умерла.
Дети:
- от первого мужа — Гильом, граф Оранжа (возможно — легендарная личность)
- от второго мужа:
  - Рембо Оранский (ум. 1173/1191), трубадур, сеньор Оранжа
  - Тибуржетта, жена Адемара де Мюрвьеля
  - Тибурж Оранская, трубадур, жена Бертрана I де Бо.